# Aristotelia colensoi
Aristotelia colensoi là một loài thực vật có hoa trong họ Côm. Loài này được Hook.f. mô tả khoa học đầu tiên năm 1864.